# Zack Gibson
Jack Rea (* 8. August 1990 in Liverpool, England) ist ein englischer Wrestler. Er stand zuletzt bei der WWE unter Vertrag und trat regelmäßig in deren Show NXT auf. Sein bislang größter Erfolg war der Erhalt der NXT UK Tag Team Championship.

## Wrestling-Karriere

### Free Agent (2009–2019)
Nachdem er von Alex Shane trainiert worden war, gab Rea 2009 sein Pro-Wrestling-Debüt für die englische Promotion FutureShock Wrestling als Zack Diamond. Im März 2010 begann Rea, den Ringnamen Zack Gibson zu verwenden. Gibson nahm am FutureShock Trophy Tournament 2011 teil und erreichte das Finale, wo er dann gegen CJ Banks verlor. Im Jahr 2010 gab Rea sein Debüt für Grand Pro Wrestling als Zack Diamond und verlor gegen Jack Gallagher. Diamond wurde GPW British Champion, nachdem er den ehemaligen Champion CJ Banks, Gallagher und Martin Kirby besiegte. Ein Jahr nach seinem GPW-Debüt tat sich Diamond mit Xander Cooper, Mikey Whiplash und Danny Hope zusammen. Bei GPW Heroes & Villains verlor Diamond den Titel an Jack Gallagher.
Im Jahr 2016 gab Gibson sein Debüt für 5 Star Wrestling und verlor gegen Big Damo. Im Jahr 2018, vor dem Abschluss der Promotion, kehrte Gibson zu 5 Star zurück und verlor gegen Rey Mysterio durch Disqualifikation, nachdem er Mysterio mit einem Tiefschlag getroffen hatte. Im März 2017 gab Gibson sein Debüt für What Culture Pro Wrestling im Rahmen des Pro Wrestling World Cup und verlor in der ersten Runde gegen Jimmy Havoc. Er begann Ende 2017 bis 2018 mit dem Wrestling auf Defiants Wochenprogramm Loaded. Er besiegte Rampage Brown beim Chain Reaction am 18. Februar 2018. Sein letztes Match für die Promotion vor seinem Wechsel zur WWE würde im März 2018 sein, wobei Gibson ein Magnificent 7-Qualifikationsspiel verlieren würde. Über die Zeit gewann er in verschiedenen Promotions mehrere Titel.

### World Wrestling Entertainment (seit 2018)
Zack Gibson wurde für WrestleMania Axxess der WWE, während des Wrestlemania 34-Wochenendes im Rahmen eines Kampfes für die WWE United Kingdom Championship, angekündigt, bei der er in der ersten Runde gegen Mark Andrews verlor. Um diese Zeit wurde von Wrestling Observer bekannt, dass Gibson einen WWE-Vertrag unterschrieben hatte. Am 16. Mai 2018 wurde bekannt gegeben, dass Gibson einer der 16 Teilnehmer des bevorstehenden WWE United Kingdom Championship Turniers sein wird. Er kam bis zum Finale und verlor dann gegen den damaligen Champion Pete Dunne.
Am 12. Januar 2019 besiegten Drake und Gibson Moustache Mountain in einem Turnierfinale bei NXT UKs Debüt-TakeOver-Event in Blackpool und gewannen die NXT UK Tag Team Championship. Die Regentschaft hielt 231 Tage und sie verloren am 31. August 2019 die Titel an South Wales Subculture Morgan Webster und Mark Andrews. The Grizzled Young Veterans nahmen auch an der Dusty Rhodes Classic 2020 teil und besiegten Kushida & Alex Shelley im Viertelfinale und The Undisputed Era im Halbfinale. Im Finale wurden sie jedoch von den BroserWeights Matt Riddle und Pete Dunne besiegt.
In der NXT-Folge vom 19. Februar 2020 traten die Grizzled Young Veterans NXT bei und besiegten Raul Mendoza und Joaquin Wilde. Im Januar 2021 nahm er am Dusty Rhodes Tag Team Classic teil. Er erreichte zusammen mit James Drake das Finale. Bei dem Finale am 14. Februar 2021 bei NXT TakeOver: Vengeance Day verloren sie gegen Wes Lee und Nash Carter. Am 20. April 2022 wurde bekannt gegeben, dass sein Ringname zu Gibson geändert wurde. Am 4. April 2023 wurde bekannt gegeben, dass er von der WWE entlassen wurde.

## Titel und Auszeichnungen
- World Wrestling Entertainment
  - NXT UK Tag Team Championship (1×) mit James Drake

- 5 Star Wrestling
  - 5 Star: Real World Championship (1×)

- Attack! Pro Wrestling
  - Attack! Pro Wrestling 24/7 Championship

- Britannia Wrestling Promotions
  - One Night Tournament Winner (1×)
  - PWI:BWP World Catchweight Championship (1×)

- FutureShock Wrestling
  - FSW Championship (3×)
  - FSW Trophy Tournament 2015 Winner (1×)
  - Lotto-Thunder Tournament 2013 Winner (1×)

- Grand Pro Wrestling
  - GPW British Championship (1×)
  - GPW Heavyweight Championship (1×)
  - 2018 Thunderbrawl Winner

- Insane Championship Wrestling
  - ICW Zero-G Championship (1×)

- New Generation Wrestling
  - NGW Tag Team Championship (1×) mit Sam Bailey

- Over the Top Wrestling
  - OTT Tag Team Championship (1×) mit Charlie Sterling & Sha Samuels

- Progress Wrestling
  - Progress Tag Team Championship (3×) mit James Drake

- Pro Wrestling Illustrated
  - Nummer 207 der Top 500 Wrestler in der PWI 500 in 2019